# 健康の支援環境についてのスンツバル声明
健康の支援環境についてのスンツバル声明（けんこうのしえんかんきょうについてのスンツバルせいめい、Sundsvall Statement on Supportive Environments for Health）は、1991年に世界保健機関によって作成された健康づくりについての声明である。1991年6月9-15日にスウェーデン王国の都市スンツヴァルにて開かれた、第3回健康づくり国際会議にて採択された。
スンツバル声明は、スンツヴァル声明、サンドバール声明、サンスボー声明、ズンドヴァル声明、スンズバル声明と表記されることもある。

## 第3回健康づくり国際会議
第3回健康づくり国際会議: 健康の支援環境は、81の国から参加者が集まった、最初の地球規模の国際会議である。第3回健康づくり国際会議は、世界のすべての分野の人々が健康の支援環境を整備することに従事するよう、呼びかけた。

## 健康の支援環境
健康づくりにおいては、健康の支援環境は、物理的社会的環境の両方に言及している。健康の支援環境は、人々の生活、地域社会、家庭、職場、余暇を取り囲んでいる。健康の支援環境は、生活資源の入手やエンパワーメントの機会を規定する枠組みである。そのため支援環境の整備は、物質、社会、精神、経済、政治と多くの側面からなる。これらの側面は、その他の側面と影響し合っており、切り離すことは出来ない。支援環境の整備は、持続可能な解決に至るために、地方、地域、国家、世界水準で統合されなければいけない。

## 4つの側面
国際会議は、支援環境の4つの側面を強調した。
1. 社会的側面
社会的側面とは、規範、慣習、社会のしがらみが健康に与える影響である。多くの社会において、伝統的な社会的関係が、健康を脅かす方向へと変化している。例えば、社会的孤立の増加、味わいある人間関係や意義のある生活の剥奪、伝統的価値観や文化的遺産の変容である。
2. 政治的側面
政治的側面は、政府に対して、政策決定への国民の参加と、責任と資源の地方分権化を保証することを求める。政治的側面は、資源の投下先を、軍備拡張競争から人権と平和へ転換するよう求める。
3. 経済的側面
経済的側面は、すべての人に健康をの達成に向けて資源を投下すること、そして持続可能な開発に向けて安全で信頼できる技術へ乗り換えることを求める。
4. すべての側面における女性のスキルと知性の認識と利用
支援環境のための社会基盤（インフラストラクチャー）を開発するため、政治、経済を含む、すべての側面における女性のスキルと知性の認識し利用することが求められる。女性の仕事の重荷を認識し、その重荷を男女で分かち合うことが求められる。地域社会に根付いた女性の組織は、健康づくり政策と構造の開発に、大きな影響力をもつことが求められる。

これらの健康の支援環境の4つの側面は、1998年マイケル・マーモットとリチャード・ウィルキンソンにより健康の社会的決定要因として整理された。